# Potamogeton nodosus
Potamogeton nodosus es una planta herbácea acuática de la familia de las potamogetonáceas.

## Descripción
Tiene tallos de hasta 50 cm, enraizado en los nudos inferiores, poco ramificados. Hojas pecioladas; las inferiores generalmente estrechamente oblanceoladas, herbáceas, con pecíolo generalmente más corto que el limbo; las superiores con pecíolo de hasta 14 cm, más largo o más corto que el limbo, y limbo de hasta 11 x 5 cm, de ovado-elíptico a oblanceolado, truncado o atenuado, coriáceo, a veces rojizo. Estípulas de c. 4 cm, membranosas; las de las hojas inferiores caducas. Pedúnculo de 5-11 cm en la fructificación, generalmente ensanchado en la mitad superior. Anteras de 1-1,3 mm. Infrutescencia de 27-40 mm, cilíndrica. Aquenios de 3,2-4 x 2,5-3 mm, asimétricos; cara ventral casi plana; cara dorsal marcadamente convexa con 1 quilla central muy marcada, crestada, sobrepasando la base del estilo, y con 2 quillas laterales más pequeñas; pico de 0,5 mm, inserto en la parte superior de la cara ventral. Florece y fructifica de febrero a agosto.

## Distribución y hábitat
Se encuentra en España en cursos de aguas ácidas. en Zújar, Sierra Norte, Aracena, Algeciras. Distribución general en casi toda Europa, África, Asia, Macaronesia (excepto Cabo Verde) y Norteamérica.

## Taxonomía
Potamogeton nodosus fue descrita por Jean Louis Marie Poiret y publicado en Encyclopédie Méthodique. Botanique ... Supplément 4(2): 535. 1816.
Citología
Número de cromosomas de Potamogeton polygonifolius (Fam. Potamogetonaceae) y táxones infraespecíficos:  2n = 52.
Sinonimia
- Potamogeton americanus Cham. & Schltdl.
- Potamogeton canariensis Link
- Potamogeton indicus Roxb.
- Potamogeton insulanus Hagstr.
- Potamogeton japonicus Franch. & Sav.
- Potamogeton leschenaultii Cham. & Schltdl.
- Potamogeton lonchites Tuck.
- Potamogeton machianus Lowe ex Graebn.
- Potamogeton malaianus Miq.
- Potamogeton mascarensis Cham. & Schltdl.
- Potamogeton mexicanus A.Benn.
- Potamogeton montanus C.Presl
- Potamogeton occidentalis Sieber ex Cham. & Schltdl.
- Potamogeton owaihiensis Cham. & Schltdl.
- Potamogeton pennsylvanicus var. portoricensis Graebn.
- Potamogeton peruviana C.Presl
- Potamogeton rotundatus Hagstr.
- Potamogeton roxburghianus Schult. & Schult.f.
- Potamogeton semicoloratus A.Benn.
- Potamogeton serotinus Schrad. ex Schult. & Schult.f.
- Potamogeton stagnorum Hagstr.
- Potamogeton syriacus Cham. & Schltdl.
- Potamogeton thunbergii Cham. & Schltdl.
- Spirillus lonchites (Tuck.) Nieuwl.[3]

## Nombre común
- Castellano: espiga de agua.[4]